# Speicherzelle
Speicherzellen dienen Pflanzen zur Speicherung von Nährstoffen und zum Stoffwechsel. Sie enthalten Chloroplasten, in denen das Chlorophyll zur Photosynthese enthalten ist. Die entstandenen Stoffwechselprodukte werden in der Vakuole gespeichert, eine Organelle, die nur in einigen pflanzlichen Zellen vorhanden ist.